# DJ Decks
DJ Decks, właśc. Dariusz Działek (ur. 9 października 1976) – polski DJ, producent muzyczny i rugbysta, a także przedsiębiorca. Dariusz Działek znany jest przede wszystkim z występów w zespole hip-hopowym Slums Attack, którego był członkiem w latach 1998–2015. Wrócił do zespołu Slums Attack w 2024 roku. Wraz z zespołem nagrał siedem albumów studyjnych, a także uzyskał nagrodę polskiego przemysłu fonograficznego Fryderyka. Jako producent muzyczny współpracował ponadto m.in. z takimi wykonawcami jak: WWO, Pięć Dwa Dębiec, Fenomen, Medi Top Glon, Onar oraz Kaczor. Gościł także na płytach takich wykonawców jak WSRH, Green Team, a także duetu Słoń i Mikser.
W 2001 roku zajął czwarte miejsce na mistrzostwach Europy DJ-ów Vestax Extravaganza. W 2012 roku został sklasyfikowany na 2. miejscu w rankingu 20 najlepszych polskich producentów hip-hopowych według czasopisma Machina. Poza działalnością artystyczną, w latach 2011–2015 był współwłaścicielem sklepu i marki odzieżowej Terrorym. Prowadzi także studio nagraniowe pod nazwą La Bomba Studio. Dariusz Działek jest także zawodnikiem występującej w ekstraklasie rugby drużyny KS Posnania. Gra na pozycji skrzydłowego.
Żonaty, ma dwie córki.

## Życiorys
Dariusz Działek turntablizmem zainteresował się w 1996 roku za sprawą imprez organizowanych w poznańskim klubie Eskulap. Umiejętności didżejskie rozwijał samodzielnie, stosował wówczas adaptery firmy Unitra. Pierwszy występ publiczny dał już w 1997 roku. Popularność w podziemiu artystycznym zyskał za sprawą ulicznego koncertu na jednym z poznańskich rond. W międzyczasie poznał działającego od 1993 roku rapera Peję, który w 1998 roku zaprosił go do składu Slums Attack. Tego samego roku ukazał się pierwszy mixtape didżeja – Rapa attack odsłona pierwsza wydany przez Wschodnie czy Zachodnie?! Prodakszon. Nagrania ukazały się na kasecie magnetofonowej w niewielkim nakładzie. W 1999 roku ukazał się drugi mixtape Działka, zatytułowany Mixtape Vol. 1, ponownie nakładem Wschodnie czy Zachodnie?! Prodakszon. Didżej posłużył się utworami z repertuaru amerykańskich wykonawców, w tym takich jak: Nas, Snoop Dogg oraz Eminem. Tego samego roku do sprzedaży trafił pierwszy album Slums Attack z udziałem Działka pt. Całkiem nowe oblicze.
Trzeci mixtape producenta pt. Mixtape Vol. 2 ukazał się w 2000 roku. Była to trzecia i ostatnia produkcja Wschodnie czy Zachodnie?! Prodakszon. Na tym albumie Decks zmiksował m.in. nagrania takich wykonawców jak: Da Blaze, Limp Bizkit oraz KRS-One. Do sprzedaży trafiła także kolejna produkcja Slums Attack z udziałem DJ-a Decksa pt. I nie zmienia się nic. W 2001 roku ukazał się kolejny album Slums Attack, zatytułowany Na legalu?. Wydawnictwo przysporzyło Pei i Decksowi ogólnopolskiej popularności. Zespół został także nagrodzony Fryderykiem w kategorii Album Roku – Hip-Hop. Płyta uzyskała ponadto status platynowej. Czwarty album Działka, zatytułowany Mixtape Vol. 3, ukazał się 16 sierpnia 2003 roku nakładem wytwórni płytowej T1-Teraz. Wydawnictwo dotarło do 34. miejsca listy OLiS. Na płycie znalazły się nagrania z udziałem takich wykonawców jak: Ascetoholix, Owal, Mezo, Włodi, Vienio, Pelson oraz Hans. Pewną popularność zyskały także pochodzące z płyty piosenki „Dario” i „Zła dziewczyna” notowane na Szczecińskiej Liście Przebojów Polskiego Radia, odpowiednio na 30. i 2. miejscu.
W 2005 roku został wydany czwarty album SLU z Decksem pt. Najlepszą obroną jest atak. Płyta nie odniosła równie spektakularnego sukcesu co poprzednia, jednakże uzyskała status złotej. Popularnością cieszyły się także pochodzące z albumu piosenki „Co cię boli?!” i „Kurewskie życie”. Rok później do sprzedaży trafił kolejny album Slums Attack, zatytułowany Szacunek ludzi ulicy. Dwupłytowe wydawnictwo w dwa lata po wydaniu uzyskało status złotej płyty. 5 września 2008 roku ukazał się piąty album DJ-a Decksa, zatytułowany Mixtape 4. Materiał ukazał się nakładem wytwórni muzycznej Fonografika. W nagraniach wzięli udział m.in. tacy wykonawcy jak: Killaz Group, Płomień 81, Hemp Gru, Blady Kris oraz Skazani na Sukcezz. Płyta dotarła do 18. miejsca zestawienia OLiS. W ramach promocji do utworów: „Dla moich ludzi”, „You can have it all” i „Snake Song” zostały zrealizowane teledyski. W 2011 roku po niespełna trzyletniej przerwie w działalności SLU został wydany album pt. Reedukacja. Materiał uzyskał status platynowej płyty w pięć dni od jej premiery sprzedając w nakładzie 30 tys. egzemplarzy. W 2012 roku został wydany siódmy w dorobku artystycznym Działka album w ramach występów wraz ze Slums Attack, zatytułowany CNO2. Nagrania przyniosły formacji piątą złotą płytę. Z końcem 2015 roku muzyk opuścił zespół.

## Dyskografia
Albumy
| Rok                        | Album                                                                                     | Pozycja na liście | Sprzedaż       | Certyfikat         |
| Rok                        | Album                                                                                     | POL               | Sprzedaż       | Certyfikat         |
| -------------------------- | ----------------------------------------------------------------------------------------- | ----------------- | -------------- | ------------------ |
| 1998                       | Rapa attack odsłona pierwsza - Data: 1998 - Wydawca: Wschodnie czy Zachodnie?! Prodakszon | –                 |                |                    |
| 1999                       | Mixtape Vol. 1 - Data: 1999 - Wydawca: Wschodnie czy Zachodnie?! Prodakszon               | –                 |                |                    |
| 2000                       | Mixtape Vol. 2 - Data: 2000 - Wydawca: Wschodnie czy Zachodnie?! Prodakszon               | –                 |                |                    |
| 2003                       | Mixtape Vol. 3 - Data: 16 sierpnia 2003 - Wydawca: T1-Teraz                               | 16                |                |                    |
| 2008                       | Mixtape 4 - Data: 5 września 2008 - Wydawca: Fonografika                                  | 18                |                |                    |
| 2016                       | Mixtape 5 - Data: 2 września 2016 - Wydawca: Fonografika                                  | 2                 |                |                    |
| 2018                       | Mixtape Vol. 6 - Data: 1 czerwca 2018 - Wydawca: La Bomba Studio, My Music                | 1                 | - POL: 15 000+ | - POL: złota płyta |
| 2018                       | Mixtape 3654 - Data: 14 grudnia 2018 - Wydawca: La Bomba Studio, My Music                 | 30                |                |                    |
| 2020                       | Mixtape 7 - Data: 9 października 2020 - Wydawca: StoproRap, My Music                      | 1                 | - POL: 15 000+ | - POL: złota płyta |
| 2021                       | 90’s Kid (EP; oraz Śliwa) - Data: 27 sierpnia 2021 - Wydawca: StoproRap, My Music         | 2                 |                |                    |
| 2022                       | Mixtape 8 - Data: 16 grudnia 2022 - Wydawca: StoproRap, My Music                          | 4                 |                |                    |
| „–” album nie był notowany |                                                                                           |                   |                |                    |

Notowane utwory
| Rok  | Tytuł                                                            | Pozycja na liście | Certyfikat         | Album                   |
| Rok  | Tytuł                                                            | SLiP              | Certyfikat         | Album                   |
| ---- | ---------------------------------------------------------------- | ----------------- | ------------------ | ----------------------- |
| 2003 | „Zła dziewczyna” (gościnnie: Aha, DJ Twister)                    | 2                 |                    | Mixtape Vol. 3          |
| 2003 | „Dario”                                                          | 30                |                    | Mixtape Vol. 3          |
| 2018 | „Jakoś idzie” (gościnnie: Szpaku, Sheller)                       | –                 | - POL: złota płyta | Mixtape Vol. 6          |
| 2020 | „Siedem” (gościnnie: Paluch, Słoń, Kaczor, Sheller, Śliwa i DGE) |                   | - POL: złota płyta | Mixtape Vol. 6 reedycja |
| 2023 | „Biernik (kogo? co?)” (gościnnie: Mata, WoLa)                    |                   | - POL: złota płyta | Mixtape 8               |

Inne
| Rok  | Utwór                                                                                            | Album                                     | Źródło |
| ---- | ------------------------------------------------------------------------------------------------ | ----------------------------------------- | ------ |
| 2002 | „Opanuj strach” (produkcja)                                                                      | Futurum – Fu                              | [ 29 ] |
| 2003 | „Zostaw to” (scratche) „Zostaw to” (Instrumental) (scratche)                                     | Damy radę – WWO                           | [ 30 ] |
| 2003 | „Konfrontacje” (scratche) „To my!” (scratche)                                                    | P-ń VI – Pięć Dwa Dębiec                  | [ 31 ] |
| 2003 | „Skit” (produkcja)                                                                               | Sam na sam – Fenomen                      | [ 32 ] |
| 2005 | „Marzenia są ulotne” (scratche) „Zimne dranie” (scratche) „Luta w huii dobrze w huii” (scratche) | NLB – Nieznośny Luz Bycia – Medi Top Glon | [ 33 ] |
| 2008 | „Tak bardzo chcę” (scratche)                                                                     | Styl życia G’N.O.J.A. – Peja              | [ 34 ] |
| 2009 | „Odśwież się” (scratche)                                                                         | Jeden na milion – Onar                    | [ 35 ] |
| 2010 | „From H-Town To Poznań” (scratche)                                                               | Przyjaźń, duma, godność – Kaczor          | [ 36 ] |
| 2011 | „Pismakit” (produkcja)                                                                           | Nasza broń to nasza pasja – Firma         | [ 37 ] |

## Teledyski
| Rok  | Tytuł                                                     | Reżyseria / Realizacja | Album          | Źródło |
| ---- | --------------------------------------------------------- | ---------------------- | -------------- | ------ |
| 2003 | „Dario” (gościnnie: Ascetoholix)                          | Dariusz Szermanowicz   | Mixtape Vol. 3 | [ 38 ] |
| 2003 | „Zła dziewczyna” (gościnnie: Aha (Snuz))                  | Sylwester Latkowski    | Mixtape Vol. 3 | [ 38 ] |
| 2008 | „Dla moich ludzi” (gościnnie: Kaczor, DonGURALesko, Peja) | Grupa 13               | Mixtape 4      | [ 39 ] |
| 2008 | „You Can Have It All” (gościnnie: Mr. Krugga)             | DJ Decks               | Mixtape 4      | [ 39 ] |
| 2008 | „Snake Song” (gościnnie: K8)                              | DJ Decks               | Mixtape 4      | [ 39 ] |
| 2016 | „Paluch (Prolog) – Zerwany Film”                          |                        | Mixtape 5      | [ 40 ] |

## Nagrody i wyróżnienia
| Rok  | Kategoria                                        | Nagroda                            | Uwagi      | Źródło        |
| ---- | ------------------------------------------------ | ---------------------------------- | ---------- | ------------- |
| 2002 | Album Roku – Hip-Hop (Slums Attack – Na legalu?) | Fryderyk                           | Laureat    | [ 41 ]        |
| 2010 | DJ Roku 2009                                     | Podsumowanie 2009/Poznanskirap.com | Laureat    | [ 42 ] [ 43 ] |
| 2011 | DJ Roku 2010                                     | Podsumowanie 2010/Poznanskirap.com | Laureat    | [ 44 ]        |
| 2011 | Producent roku 2010                              | Podsumowanie 2010/Poznanskirap.com | 3. miejsce | [ 44 ]        |
| 2012 | Producent roku 2011                              | Podsumowanie 2011/Poznanskirap.com | Laureat    | [ 45 ]        |
| 2012 | DJ Roku 2011                                     | Podsumowanie 2011/Poznanskirap.com | Laureat    | [ 46 ]        |
| 2013 | Producent roku 2012                              | Podsumowanie 2012/Poznanskirap.com | Laureat    | [ 47 ]        |
| 2013 | DJ roku 2012                                     | Podsumowanie 2012/Poznanskirap.com | Laureat    | [ 48 ]        |

## Filmografia
| Rok  | Tytuł    | Uwagi                                                          | Źródło |
| ---- | -------- | -------------------------------------------------------------- | ------ |
| 2001 | Blokersi | jako on sam, film dokumentalny, reżyseria: Sylwester Latkowski | [ 49 ] |

## Lista walk w MMA
| Wynik   | Bilans | Przeciwnik         | Rozstrzygnięcie     | Runda | Czas | Rozgrywki                            | Data       | Miejsce      | Uwagi        |
| ------- | ------ | ------------------ | ------------------- | ----- | ---- | ------------------------------------ | ---------- | ------------ | ------------ |
| Wygrana | 1-0    | Tomasz Słodkiewicz | KO (prawy sierpowy) | 1     | 1:50 | FFF 2: Świerczewski vs. Greg Collins | 21.12.2019 | Zielona Góra | Debiut w MMA |